# Adam Rapacki (policjant)
Adam Grzegorz Rapacki (ur. 10 grudnia 1959 w Skierniewicach) – polski policjant i urzędnik państwowy, nadinspektor Policji. 
W latach 2000–2003 zastępca komendanta głównego Policji, w latach 2007–2011 podsekretarz stanu w Ministerstwie Spraw Wewnętrznych i Administracji, w latach 2011–2012 podsekretarz stanu w Ministerstwie Spraw Wewnętrznych.

## Życiorys
Ukończył studia na Wydziale Prawa i Administracji Uniwersytetu Łódzkiego oraz Wyższą Szkołę Oficerską w Szczytnie. Odbył również kursy i szkolenia specjalistyczne w USA. W październiku 1980 podjął pracę w Milicji Obywatelskiej, od 1988 był związany z Komendą Główną MO, a następnie z Komendą Główną Policji. Zajmował się problematyką przestępczości zorganizowanej, gospodarczej i narkotykowej, m.in. w latach 1996–1997 był dyrektorem Biura do Walki z Przestępczością Zorganizowaną Komendy Głównej Policji, a w latach 1997–1999 organizatorem i pierwszym dyrektorem Biura do spraw Narkotyków Komendy Głównej Policji, na bazie którego utworzono Centralne Biuro Śledcze.
W maju 1999 został komendantem wojewódzkim policji we Wrocławiu. W okresie pełnienia przez niego funkcji doszło do rozbicia kilku zorganizowanych grup przestępczych. We wrześniu 2000 minister spraw wewnętrznych i administracji Marek Biernacki powołał go na stanowisko zastępcy komendanta głównego policji w miejsce odwołanego Józefa Semika. Pozostał na tym stanowisku do 2003, zajmując się nadzorem nad pionem policji kryminalnej. W lipcu 2001 otrzymał stopień nadinspektora.
W latach 2004–2006 był I radcą ambasady w Wilnie i oficerem łącznikowym policji na Litwie, Łotwie i Estonii. W styczniu 2006 został małopolskim komendantem wojewódzkim policji, funkcję tę pełnił do września tego samego roku, odchodząc następnie ze służby czynnej.
20 listopada 2007 objął stanowisko podsekretarza stanu w Ministerstwie Spraw Wewnętrznych i Administracji w rządzie Donalda Tuska, odpowiedzialnego za nadzór nad Policją, Strażą Graniczną i BOR. Z dniem 25 listopada 2011 został powołany na stanowisko podsekretarza stanu w Ministerstwie Spraw Wewnętrznych. Z dniem 3 stycznia 2012 został odwołany z tego stanowiska.
W 2013 został członkiem zarządu Stowarzyszenia im. Generała Sławomira Petelickiego, upamiętniającego generała Sławomira Petelickiego.
Jest autorem artykułów poświęconych problematyce przestępczości, a także współtwórcą rozwiązań systemowych w policji. Żonaty, ma dwoje dzieci.

## Odznaczenia i wyróżnienia
- Srebrny Krzyż Zasługi – 1995[5]
- Złoty Krzyż Zasługi – 1998[6]
- Złota Odznaka „Za zasługi w pracy penitencjarnej” – 2009[7]
- Medal „Milito Pro Christo” – 2013[8]
- Medalion Pieta Miednoje 1940 – 2019[9]